# Laccobius (Notoberosus)
Laccobius (Notoberosus) – podrodzaj chrząszczy z rodziny kałużnicowatych, plemienia Laccobiini i rodzaju kaługowiec. Obejmuje blisko 60 opisanych gatunków.

## Morfologia
Chrząszcze o owalnym w zarysie ciele długości od 3 do 3,9 mm, z wierzchu ubarwionym żółtawo z ciemną, metaliczną plamą pośrodku przedplecza oraz ciemnym wzorem na pokrywach. Przód śródpiersia jest zwężony, a środek ma podłużne, słabo wyniesione żeberko (kil) lub sklepioną nabrzmiałość. Odnóża tylnej pary mają odłączone od ud krętarze i wyprostowane golenie.

## Taksonomia
Takson ten wprowadzony został w 1895 roku przez Thomasa Blackburna jako osobny rodzaj. Gatunkiem typowym wyznaczono opisanego w tej samej publikacji Notoberosus zietzi. W 1904 roku Ludwig Ganglbauer wprowadził dla Laccobius pommayi rodzaj Ortholaccobius, który później zsynonimizowany został z Notoberosus. Do rangi podrodzaju w obrębie rodzaju kaługowiec omawiany takson obniżony został w 1925 roku przez Armanda d’Orchymonta.
Do podrodzaju tego zalicza się blisko 60 opisanych gatunków:

- Laccobius acceptus Gentili, 1996
- Laccobius alius Gentili, 1988
- Laccobius ambonicus Gentili, 1991
- Laccobius arfakensis Gentili, 2014
- Laccobius bacanicus Gentili, 2014
- Laccobius balkei Gentili, 1996
- Laccobius centralis Gentili, 1996
- Laccobius cyclopicus Gentili, 2014
- Laccobius discitarsus Gentili, 1997
- Laccobius ebeneus Gentili, 1997
- Laccobius fikaceki Gentili, 2005
- Laccobius gratoides Gentili, 2020
- Laccobius gratus Gentili, 2014
- Laccobius helenae Gentili, Balke & Shaverdo, 2021
- Laccobius herzoganus Gentili, 2014
- Laccobius hollandiae Gentili, 1980
- Laccobius huijbregtsi Gentili, 1988
- Laccobius ibalimi Gentili, 2020
- Laccobius insularis Gentili, 1979
- Laccobius irianicus Gentili, 1980
- Laccobius levipunctus Gentili, Balke & Shaverdo, 2021
- Laccobius lucernaris Gentili, 1980
- Laccobius luciae Gentili, 2014
- Laccobius luzonensis Gentili, 1989
- Laccobius mainiticus Gentili, 2005
- Laccobius mirus Gentili, 1980
- Laccobius miser Gentili, 1989
- Laccobius nesiotes Gentili, 1988
- Laccobius niger Gentili, 1980
- Laccobius novaebritanniae Gentili, 1980
- Laccobius novaeguineae Gentili, 1980
- Laccobius okapanus Gentili, 2014
- Laccobius orthoscelis Gentili, 1979
- Laccobius papuensis Gentili, 1980
- Laccobius peraclesicus Gentili, 2014
- Laccobius photophilus Gentili, 1980
- Laccobius pinguis Gentili, 1989
- Laccobius piusi Gentili, 2020
- Laccobius pommayi Bedel, 1881
- Laccobius principis Gentili, 2020
- Laccobius receptus Gentili, 1989
- Laccobius sagatai Gentili, 2020
- Laccobius samuelsoni Gentili, 1988
- Laccobius schoedli Gentili, 1996
- Laccobius skalei Gentili, 2014
- Laccobius solaris Gentili, 2020
- Laccobius solomonicus Gentili, 1980
- Laccobius sulawesicus Gentili, 1988
- Laccobius sumokedi Gentili, 2020
- Laccobius tarianus Gentili, 1988
- Laccobius tenebricosus Gentili, 1980
- Laccobius testeganus Gentili, Balke & Shaverdo, 2021
- Laccobius tetricus Gentili, 1981
- Laccobius virens Gentili, 1981
- Laccobius wewaki Gentili, 1980
- Laccobius zietzi (Blackburn, 1895)